# تتش الثاني
تتش بن دقاق بن تتش السلجوقي أو تتش الثاني - حاكم دمشق عام 1104. وكان يُطلق عليه في الغالب أمير دمشق، بسبب صغر سنه، وكان يحكمها بالفعل أتابكه ظاهر الدين طغتكين البوري.
بعد وفاة دقاق قام طغتكين بتنفيذ وصيته باستلام ولاية دمشق من بعده والحضانة لولده الصغير تتش بن دقاق إلى حين يكبر وإحسان تربيته، ولكن الصغير توفي في النصف الأول من عام 498هـ (1104م) فاستبد طغتكين بعد ذلك بالحكم، وليؤسس أسرة بوري، التي ستحكم دمشق لنصف قرن.

## سيرته
حل إرتاش لفترة وجيزة محل ابن أخيه، تتش الثاني البالغ من العمر عامًا واحدًا، كحاكم لدمشق. وكان إرتاش بن تتش قد رفض تسليم طغتكين الملك إلى ولد أخيه تتش بن دقاق وهو طفل فدعاه ذلك إلى قصد الفرنج والكون معهم. بعد 3 أشهر من تعيينه حاكماً، أطاح ظاهر الدين بتتش الثاني، وأعيد إلى السلطة مرةً آخرى، لكن سرعان ما وافته المنية. بعد ذلك، اعترف طغتكين بسيادة رضوان ، سلطان حلب، لكنه احتفظ بسلطة فعلية على إمارة دمشق، مؤسسًا السلالة البورية.